# Mutualisme (economie)
Mutualisme is een anarchistische denkrichting en economische theorie die pleit voor een socialistische samenleving gebaseerd op vrije markten en vruchtgebruik. Een van de implementaties van dit systeem behelst de oprichting van een onderlinge kredietbank die tegen een minimale rente leningen zou verstrekken aan producenten, net hoog genoeg om de administratie te dekken. Mutualisme is gebaseerd op een versie van de arbeidswaardetheorie die het gebruikt als basis voor het bepalen van de economische waarde. Volgens de mutualistische theorie zouden arbeiders, wanneer ze het product van hun arbeid verkopen, geld, goederen of diensten moeten ontvangen in ruil met een gelijkwaardige economische waarde, die "de hoeveelheid arbeid omvat die nodig is om een artikel te produceren van precies hetzelfde en gelijkwaardig hulpprogramma ".
Het Mutualisme werd gepopulariseerd door de geschriften van de anarchistische filosoof Pierre-Joseph Proudhon. Mutualisten zijn tegen individuen die inkomen ontvangen door middel van leningen, investeringen en huur onder kapitalistische sociale relaties. Hoewel persoonlijk tegen dit soort inkomen, zei Proudhon dat hij nooit van plan was geweest "om de soevereiniteit en de rente op kapitaal te verbieden of te onderdrukken. Ik denk dat al deze manifestaties van menselijke activiteit voor iedereen gratis en vrijwillig moeten blijven: Ik vraag hen geen andere wijzigingen, beperkingen of onderdrukkingen dan die welke op natuurlijke en noodzakelijke wijze voortvloeien uit de universalisering van het wederkerigheidsbeginsel dat ik voorstel ".  Zolang ze het recht van de werknemer op het volledige product van hun arbeid waarborgen, steunen mutualisten markten en eigendommen in het product van arbeid, waarbij ze onderscheid maken tussen kapitalistisch privé-eigendom en persoonlijk eigendom. Mutualisten pleiten voor voorwaardelijke eigendomsrechten op land, waarvan het eigendom slechts legitiem is zolang het in gebruik of bezetting blijft (wat Proudhon bezit noemde), een soort privébezit met sterke verlatingscriteria. Dit staat in contrast met het kapitalistische, niet-provisorische, Lockean-kleverige eigendom, waar eigenaren min of meer een eigendomstitel behouden totdat ze toestemming geven om het te schenken of te verkopen.
Als libertarische socialisten onderscheiden mutualisten hun marktsocialisme van het staatssocialisme en pleiten ze niet voor staatscontrole over de productiemiddelen. In plaats daarvan beschikt elke persoon over een productiemiddel, individueel of collectief, waarbij de handel op de vrije markt gelijkwaardige hoeveelheden arbeid vertegenwoordigt. Benjamin Tucker schreef over Proudhon dat "hij, hoewel hij het bezit van kapitaal socialiseerde, niettemin ernaar streefde de effecten ervan te socialiseren door het gebruik ervan voor iedereen nuttig te maken in plaats van een middel om de velen te verarmen om de enkelen te verrijken door het kapitaal te onderwerpen aan de natuurwet van concurrentie, waardoor de prijs van zijn eigen gebruik tot kosten wordt beperkt ".
Hoewel het mutualisme vergelijkbaar is met de economische doctrines van de 19e-eeuwse Amerikaanse individualistische anarchisten, is het voorstander van grote industrieën. Mutualisme wordt soms met terugwerkende kracht gekarakteriseerd als een vorm van individualistisch anarchisme en ook als ideologisch gesitueerd tussen individualistische en collectivistische vormen van anarchisme. Proudhon zelf beschreef de vrijheid die hij nastreefde als "de synthese van communisme en eigendom". Als gevolg hiervan beschouwen sommigen mutualisme als onderdeel van vrijemarktanarchisme, individualistisch anarchisme en marktgericht links-libertarisme, terwijl anderen het als onderdeel van sociaal anarchisme beschouwen.